# César Charlone
César Charlone, né en 1958 à Montevideo en Uruguay, est un directeur de la photographie et un réalisateur de cinéma uruguayen.

## Biographie
César Charlone a grandi en Uruguay, et fait ses études au Brésil à l'école de cinéma de São Paulo. Il vit depuis au Brésil et travaille principalement dans ce pays. En 1975, il commence comme chef opérateur sur des documentaires et de longs métrages. Il sera remarqué comme directeur de la photographie sur le film La Cité de Dieu de Fernando Meirelles, pour lequel il sera nommé aux Oscars 2004. Il continue depuis sa collaboration avec le réalisateur brésilien.
En 2007, il devient réalisateur aux côtés d'Enrique Fernández dans leur film Les Toilettes du Pape présenté lors du Festival de Cannes 2007 dans la section Un certain regard.

## Filmographie

### En tant que directeur de la photographie
- 1985 : Aqueles dois
- 1986 : O homem da capa preta de Sérgio Rezende
- 1987 : Feliz ano Velho
- 1989 : Doida demais
- 1995 : Two Billion Hearts
- 1996 : How Angels Are Born de Murilo Salles
- 2002 : La Cité de Dieu de Fernando Meirelles
- 2005 : The Constant Gardener de Fernando Meirelles
- 2007 : Les Toilettes du Pape (El baño del Papa) d'Enrique Fernández et César Charlone
- 2007 : Stranded: I've Come from a Plane That Crashed on the Mountains de Gonzalo Arijón
- 2008 : Blindness de Fernando Meirelles
- 2008 : Blackout
- 2009 : Independent Lens (série télévisée)
- 2010 : Futebol Brasileiro
- 2011 : La Redota - Una Historia de Artigas
- 2012 : No Place on Earth
- 2012 : Pedro e Bianca (série télévisée)
- 2012 : Destino: São Paulo (série télévisée)
- 2015 : Unseen Enemy
- 2017 : Barry Seal : American Traffic (American Made) de Doug Liman
- 2019 : The Pope de Fernando Meirelles

### En tant que réalisateur
- 2007 : Les Toilettes du Pape d'Enrique Fernández et César Charlone
- 2011 : Artigas: La Redota, avec Roxana Blanco

## Distinctions
- 2004 : Nomination aux Oscars du cinéma 2004 pour l'Oscar de la meilleure photographie pour La Cité de Dieu.
- 2006 : Nomination aux BAFTA 2006 pour la photographie de The Constant Gardener.
- 2007 : Prix Horizons du Festival de San Sebastián avec Enrique Fernández pour Les Toilettes du Pape